# ديك غيمل
ديك غيمل (بالإنجليزية: Dick Gemmell)‏ هو لاعب دوري الرغبي بريطاني، ولد في 6 أكتوبر 1936، وتوفي في 18 يونيو 2017.